# Relliehausen
Relliehausen ist ein zur Stadt Dassel gehörendes Dorf im Landkreis Northeim. Relliehausen liegt an der Ilme zwischen Ellenser Wald und Solling.

## Geschichte
Der Ort wurde am 31. Dezember 1119 erstmals unter dem Namen Regildingshusen urkundlich erwähnt. Zwei dem Jahr 1022 zugeschriebene Erwähnungen als Regilindehusen und  Regelindenhuson stammen aus Urkunden, die im 12. Jahrhundert gefälscht wurden.
In mittelalterlichen Urkunden wurde Relliehausen als im Suilbergau liegend erwähnt. Daher lag der Ort dann im unmittelbaren Einflussbereich der Grafen von Dassel. 1310 wurde er an das Bistum Hildesheim verkauft und von Hunnesrück aus verwaltet. 1523 mussten die Bischöfe gemäß dem Quedlinburger Rezess Relliehausen an das welfische Fürstentum Calenberg abgeben. Relliehausen wurde nun von der Erichsburg aus verwaltet. 1643 wurde die Rückgabe an das Bistum Hildesheim vertraglich vereinbart. Die Welfen zeigten sich davon unbeeindruckt. Sie stellten die Zuordnung von 1643 als hildesheimische Behauptung dar und nannten Relliehausen offen ein Vorwerk der Erichsburg. Die Differenzen spitzten sich zu, als der welfische General Scharnhorst eine militärische Karte erstellte, in der er Relliehausen als welfische Exklave auf dem hildesheimischen Gebiet um Hunnesrück und Dassel darstellte, das selbst Exklave auf welfischem Gebiet war. Die Hildesheimer Bischöfe behielten die Ruhe. Wenige Jahre später wurden beide Parteien von Truppen Napoleons überrannt und besetzt, und Relliehausen fand sich in der Karte des Departements der Leine wieder. 1928 wurde der Ort nach Dassel eingemeindet.

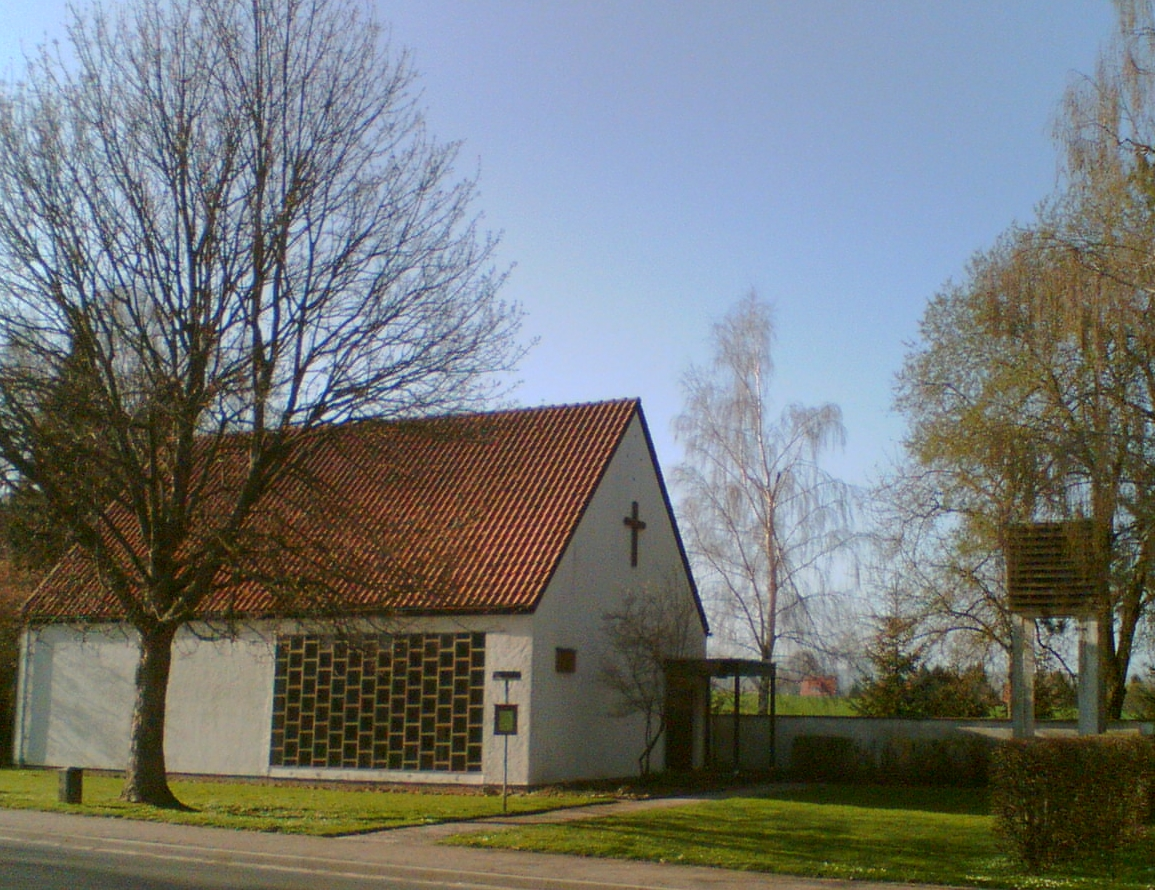
Ehemalige Marienkapelle Relliehausen

Einwohnerentwicklung
| Jahr      | 1848 | 1910 |
| --------- | ---- | ---- |
| Einwohner | 46   | 186  |

## Religion
Nach dem Zweiten Weltkrieg bauten die Menschen lutherischen Glaubens eine Kapelle, die Marienkapelle. 2012 nahm man ihre Profanierung vor.

## Wirtschaft
Relliehausen ist seit Jahrhunderten ein bekannter Standort der Papierindustrie. So wurde 1584 von Herzog Erich dem Jüngeren von Calenberg-Braunschweig eine Konzession für die Einrichtung einer Papiermühle an Meister Merten Spieß erteilt. Sie stellte Büttenpapier her. Auf diesen Betrieb geht die heutige Hahnemühle FineArt GmbH zurück.
Zudem ist eine Niederlassung der Firma Cytiva (bis 2020 GE Healthcare) hier ansässig.
Das in der Geschichte umstrittene Vorwerk ist heute eine Außenstelle der Georg-August-Universität Göttingen und dient agrarwissenschaftlichen Forschungen sowie dem Betrieb einer Biogasanlage. Am 6. August 2020 brannten auf dem Versuchsgut eine Scheune und Teile der Versuchsanlage für Schweine ab.

## Politik

### Ortsrat
Relliehausen hat einen fünfköpfigen Ortsrat, der seit der Kommunalwahl 2021 ausschließlich von Mitgliedern der "Bürgergemeinschaft Relliehausen" besetzt ist. Die Wahlbeteiligung lag bei 73,17 Prozent.

### Ortsbürgermeister
Ortsbürgermeister ist Stefan Guhl, stellvertretende Ortsbürgermeisterin ist Ann Kathrin Domigall.

### Wappen
Das Wappen der Ortschaft Relliehausen besteht aus zwei gekreuzten silbernen Rossköpfen, die das Zeichen des Verbands Hannoverscher Warmblutzüchter im Gestütswerk Relliehausen symbolisieren, während das Wasserrad die Nutzung der Wasserkraft der Ilme darstellt.